# Banica (Sztrumica)
Banica (macedónul: Баница) település Észak-Macedóniában, a Délkeleti körzetben, a Sztrumicai járásban.

## Népesség
| Lakosok száma | 680  | 601  | 729  | 895  | 1086 | 1283 | 1163 | 1137 | 1191 |
|               | 1948 | 1953 | 1961 | 1971 | 1981 | 1991 | 1994 | 2002 | 2021 |

- 2002-ben 1137 lakosa volt, akik közül 1129 macedón, 2 szerb, 1 bosnyák és 5 egyéb.